# Unst

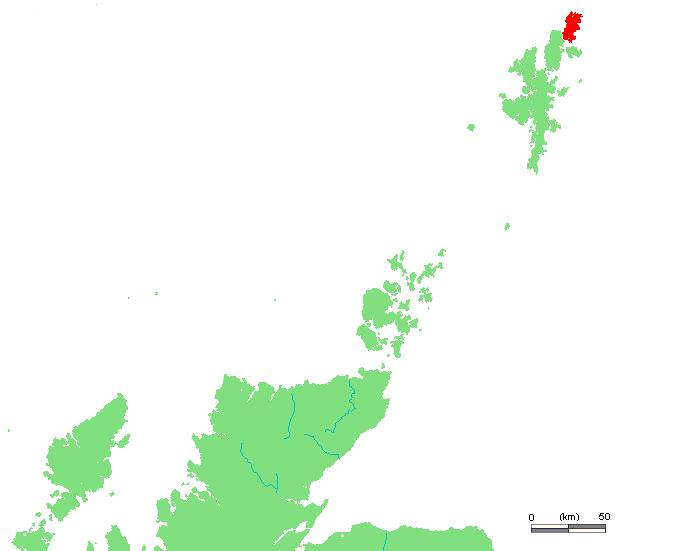
Unst
(rödfärgad) på en karta över norra Skottland.

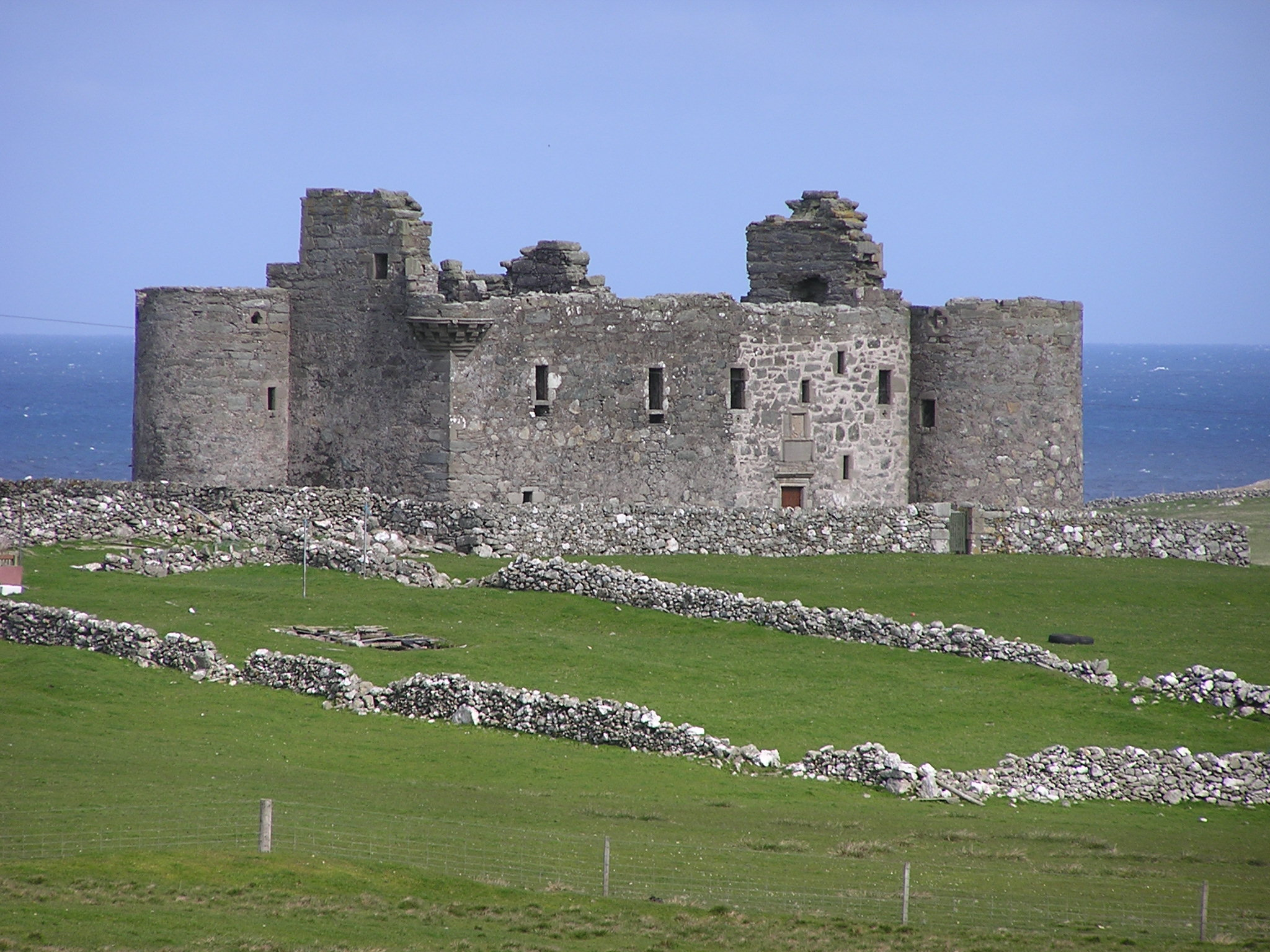
Muness Castle.

Unst är en av Shetlandsöarna i Skottland och den nordligaste bebodda ön i Storbritannien. Det är den tredje största ön efter Mainland och Yell. Ön har en yta på 120 km² och en befolkning på ca 720 personer (2012). Baltasound är den största bosättningen.
Unst består huvudsakligen av magmatiska bergarter och det har tidigare funnits flera kromitdagbrott på ön. Snöarv är endemisk på Unst.
Det finns rester av mer än 60 långhus från vikingatiden på Unst varav tre har grävts ut och kan besökas. I Haroldswick finns en rekonstruktion av ett långhus och det nybyggda svenska vikingaskeppet Skidbladner, som övergavs efter ett försök att segla över Atlanten år 2000.
Amerikanska Lockheed Martin planerar att skjuta upp mindre satelliter från Shetlandsöarna och på grund av den  klara luften har Unst föreslagits som uppskjutningsplats för raketer.